# Gregory Karotemprel

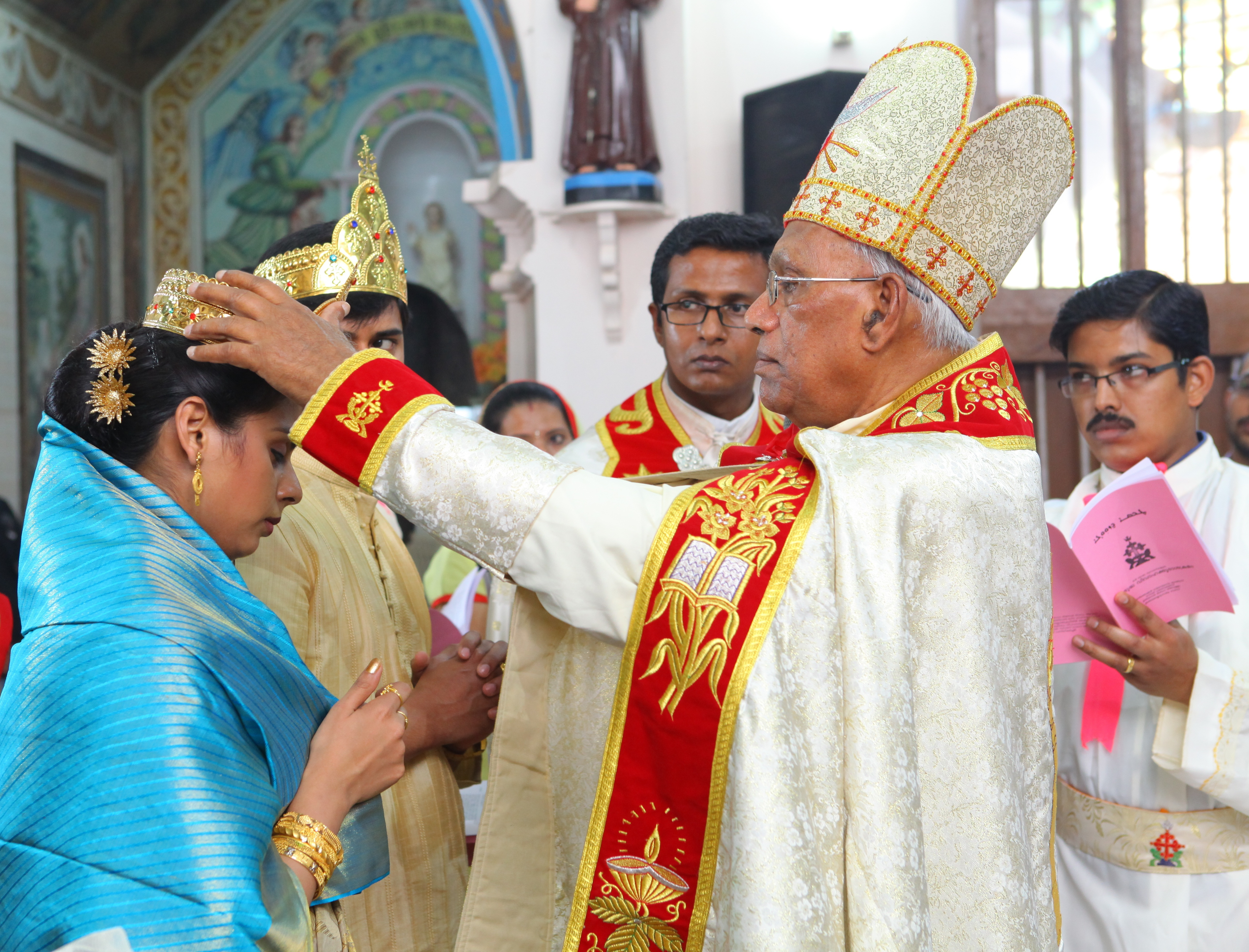
Gregory Karotemprel, 2014

Gregory Karotemprel CMI (* 6. Mai 1933 in Chemmalamattam) ist Altbischof von Rajkot. 

## Leben
Gregory Karotemprel trat der Ordensgemeinschaft der Carmelites of Mary Immaculate bei und empfing am 17. Mai 1963 die Priesterweihe. Johannes Paul II. ernannte ihn am 22. Januar 1983 zum Bischof von Rajkot. 
Der Erzbischof von Ernakulam, Antony Padiyara, weihte ihn am 24. April desselben Jahres zum Bischof; Mitkonsekratoren waren Charles Gomes S.J., Bischof von Ahmedabad, und Gratian Mundadan CMI, Bischof von Bijnor. 
Am 16. Juli 2010 nahm Papst Benedikt XVI. sein altersbedingtes Rücktrittsgesuch an.